# Mustafa Atici
Mustafa Atici, né le 2 octobre 1969 à Elbistan (Turquie ; naturalisé suisse en 2001 à Bâle), est une personnalité politique suisse, membre du Parti socialiste.
Il est député du canton de Bâle-Ville au Conseil national de 2019 à 2023 et élu en avril 2023 au Conseil d'État du canton de Bâle-Ville.

## Biographie
D'origine kurde (il est binational turco-suisse depuis 2001,,) et de confession alévie, Mustafa Atici est le quatrième enfant d'une famille de onze personnes. Après l'école primaire à Elbistan, puis l'école secondaire inférieure à Gaziantep, il poursuit des études secondaires supérieures à Istanbul. De 1985 à 1987, il suit une école préparatoire à l'entrée à l'université, puis étudie pendant quatre ans l'ingénierie industrielle à l'Université Gazi d'Ankara, dont il sort diplômé en 1991.
Il arrive en Suisse en 1992 pour suivre des études en sciences économiques à l'Université de Bâle, couronnées par un master de l'Institut européen en 1998. Après avoir ouvert le premier kebab de la ville en 1996, il crée plusieurs entreprises dans la restauration, qui tiennent notamment des stands au Parc Saint-Jacques,, et travaille également dans l'import-export. Il est le premier à ouvrir un
Mustafa Atici est marié et père de deux enfants. Il habite à Bâle.

## Parcours politique
Il adhère en 2001, année de sa naturalisation suisse, au Parti socialiste du canton de Bâle-Ville. Il entre quatre ans plus tard, en 2005, au Grand Conseil du canton de Bâle-Ville. Il y est réélu à deux reprises, en 2009 et 2013. Il occupe par ailleurs depuis 2015 le poste de président du mouvement PS Migrants Suisse.
Il est élu au Conseil national en décembre 2019, après trois tentatives infructueuses. Il siège dans la Commission de la science, de l'éducation et de la culture (CSEC).
En février 2020, la WOZ révèle qu'il fait l'objet d'une enquête pénale en Turquie pour soutien au terrorisme,. Mustafa Atici a qualifié les accusations d'absurdes et fantaisistes.
Il se déclare candidat en juillet 2023 à la succession d'Alain Berset au Conseil fédéral, mais retire sa candidature quelques jours après celle de Beat Jans.
Lors des élections fédérales de 2023, le canton de Bâle-Ville perd un siège au Conseil national. Candidat à sa réélection, Mustafa Atici n'est pas réélu. Il se déclare peu après candidat pour l'élection complémentaire au Conseil d'État bâlois. Arrivé à la première place au premier tour, le 4 mars 2024, devant le libéral-radical Luca Urgese (24 500 voix contre 20 700), il est élu au second par 25 198 voix, contre 22 228 à son principal adversaire, et prend ses fonctions le 1er mai 2024. 

### Positionnement politique
Il se profile en particulier sur les questions de formation et d'égalité des chances,.